# ネメグトサウルス
ネメグトサウルス（Nemegtosaurus "ネメグトのトカゲ"の意味）は、白亜紀後期、現在のモンゴル由来の竜脚類恐竜である。ゴビ砂漠のネメグト盆地（en）にちなんで命名され、この地から単独の頭骨化石が見つかっている。
長く傾斜した頭と鉛筆形の歯をもっていたことから、かつてはディプロドクス上科のディクラエオサウルス科に分類されていた。だがラペトサウルスなどの発見・研究から、近年ではティタノサウルス類の一種であったことが判明している。
タイプ種であるNemegtosaurus mongoliensisは1971年にNowinskiにより記載された。第2の種N. pachiは1977年董枝明により記載されたが、疑問名（nomen dubium）とされている。
ネメグトサウルスと現生の鳥類や爬虫類との強膜輪（en）の比較から周日行性（en）つまり短い間隔で終日活動したと示唆される。

## 参照
1. ↑  Schmitz, L.; Motani, R. (2011). “Nocturnality in dinosaurs inferred from scleral ring and orbit morphology”. Science 332 (6030):  705–708. Bibcode: 2011Sci...332..705S. doi:10.1126/science.1200043. PMID 21493820.